# Ève Chiapello
Ève Chiapello (Lió, França, 2 d'abril de 1965) és una sociòloga i professora francesa, una de les principals investigadores mundials en sociologia econòmica i de gestió.
Les seves principals àrees d'interès i expertesa són la crítica del capitalisme, la història de l'administració, la sociologia dels instruments polítics i de gestió i l'estudi crític de les categories econòmiques i comptables.

## Biografia
Diplomada a l'École des hautes études commerciales de Paris (HEC París) l'any 1987, Ève Chiapello obté un DESS (Diplôme d'études supérieures spécialisées) en gestió de les institucions culturals, a la Universitat París IX – Dauphine l'any 1988, un DEA (Diplôme d'études approfondies) de Ciències socials l'any 1991, un doctorat en Ciències de Gestió de la Universitat París IX – Dauphine l'any 1994 amb una tesi titulada «Les formes de control de les organitzacions artístiques», a continuació una habilitació per dirigir investigacions a la mateixa Universitat.
IInicialment gestora econòmica, Ève Chiapello esdevé progressivament sociòloga, interessada en les transformacions del capitalisme. Després de 23 anys com a membre del cos professoral permanent de l'HEC París, és elegida l'any 2012 com a directora d'estudi sobre una càtedra de «sociologia de les transformacions del capitalisme» al EHESS. Esdevé també membre del comitè de redacció de la revista Sociologie du travail l'any 2010.
De 2014 a 2019, dirigeix el Màster 2 «Ciències Econòmiques i Socials: Institucions, Economia i Societat» (EHESS, París-Ouest Nanterre). L'any 2018 crea i co-dirigeix el Màster titulat «Institucions, Organitzacions, Economia i Societat» (EHESS, Universitat París-Dauphine, Mines ParisTech).

## Temàtiques d'investigació
Ève Chiapello s'ha donat a conèixer per la publicació l'any 1999 de l'obra Nouvel esprit du capitalisme, una història recent del capitalisme (de 1968 a 1995) escrita en col·laboració amb el sociòleg Luc Boltanski, que ha renovat la perspectiva crítica a França.
A partir de la dècada de 2010, just després de publicar un manual d'investigació, Sociologia de les eines de gestió, que feia balanç dels diferents enfocaments possibles per desenvolupar una sociologia atenta a les eines de gestió i als instruments polítics, Ève Chiapello elabora una «anàlisi de les transformacions del capitalisme a partir d'un desxiframent de les eines de gestió utilitzades per les empreses i dels instruments polítics implementats per persones de dret públic per regular i organitzar aquest capitalisme».
Des de la fi dels anys 2010 s'interessa pel fenomen de finançament de la nostra economia i per les eines que acompanyen aquest fenomen, fins i tot dins de les polítiques públiques Busca documentar especialment la penetració de tots els sectors d'activitat mitjançant eines “finançades”, és a dir «instruments que es basen conceptualment i tècnicament en el corpus tecnocientífic de les finances modernes».
La particularitat del treball d'Ève Chiapello és que integra un coneixement i una comprensió de les pràctiques, de les eines i de les lògiques de l'administració i la gestió. La sociòloga concedeix una gran importància a la comprensió dels formats de càlcul i de rendiment de comptes, cosa que permet comprendre els fonaments polítics i morals de la mesura dins de les organitzacions capitalistes i més enllà. Proposa un enfocament que associa tant la sociologia de la ciència i la tecnologia, com l'economia de convencions i l'epistemologia foucauldiana.

## Premis
Al 2016 va ser una de les guanyadores del Premi de Recerca Anneliese Maier, dotat amb 250.000 euros, que atorgava la Fundació Humboldt a investigadors de sociologia de fora d'Alemanya que mantenien vincles amb la Universitat d'Hamburg, per promoure la internacionalització de les humanitats i les ciències socials a Alemanya.

## Publicacions
- Artistes versus managers. Le management culturel face à la critique artiste, Paris, Éditions Métailié, 1998.
- amb Luc Boltanski, Le Nouvel esprit du capitalisme, Paris, Gallimard, NRF-Essais, 1999.
- amb Annick Bourguignon, The role of criticism in the dynamics of performance evaluation systems, Cergy-Pontoise, Groupe ESSEC, 2003.
- Ève Chiapello i Alain Desrosières, «La Quantification de l'économie et la recherche en sciences sociales: paradoxes, contradictions et omissions. Le cas exemplaire de la positive accounting theory». A: L'Économie des conventions, La Découverte, 2006, p. 297-310
- Ève Chiapello i Patrick Gilbert, Sociologie des outils de gestion - Introduction à l'analyse sociale de l'instrumentation de gestion, Paris, La Découverte, 2013